# Георг Алберт фон Шьонбург-Хартенщайн
Георг Албрехт фон Шьонбург-Хартенщайн (на немски: Georg Albrecht von Schönburg-Hartenstein; * 25 май 1673, Валденбург; † 15 август 1716, Хартенщайн) е граф на Шьонбург-Хартенщайн в Саксония.

## Произход
Той е син на граф Ото Лудвиг фон Шьонбург-Хартенщайн (1643 – 1701) и съпругата му София Магдалена фон Лайнинген-Вестербург (1651 – 1726), дъщеря на граф Георг Вилхелм фон Лайнинген-Вестербург и графиня София Елизабет фон Липе-Детмолд. Внук е на фрайхер Ото Албрехт фон Шьонбург-Хартенщайн (1601 – 1681) и графиня Ернестина Ройс фон Плауен (1618 – 1650). Брат е на граф Ото Вилхелм фон Шьонбург-Лихтенщайн (1678 – 1747), граф Лудвиг Фридрих фон Шьонбург-Щайн (1681 – 1736) и на граф Кристиан Хайнрих фон Шьонбург-Валденбург (1682 – 1753).
Баща му е издигнат на 7 август 1700 г. на имперски граф. През 1702 г. се образува господството Щайн.

## Фамилия
Първи брак: на 25 август 1698 г. във Валденбург с графиня София Сабина фон Вид (* 10 ноември 1677; † 17 февруари 1710, Хартенщайн), дъщеря на граф Георг Херман Райнхард фон Вид-Рункел и Йохана Елизабет фон Лайнинген-Вестербург. Те имат една дъщеря:
- Йохана София Елизабет (1699 – 1739), омъжена на 20 юли 1720 г. във Вехселбург за граф Франц Хайнрих фон Шьонбург-Валденбург (1682 – 1746)

Втори брак: на 19 март 1711 г. в Зондерсхаузен с Магдалена София фон Шварцбург-Зондерсхаузен (* 17 февруари 1680; † 14 юни 1751), дъщеря на граф княз Кристиан Вилхелм фон Шварцбург-Зондерсхаузен и първата му съпруга Антония Сибила фон Барби и Мюлинген. Те имат децата:
- Вилхелм Гюнтер (1712 – 1712)
- София Албертина Антония (1712 – 1774)
- Фридрих Албрехт фон Шьонбург-Хартенщайн (1713 – 1786), граф на Шьонбург-Хартенщайн, женен за Ердмута Магдалена фон Шьонбург-Щайн (1722 – 1806)
- Кристиан Вилхелм (*/† 1714), близнак
- Георг Албрехт (*/† 1714), близнак
- София Августа Фридерика Антония (1716 – 1772)